# Europs striatulus
Europs striatulus is een keversoort uit de familie kerkhofkevers (Monotomidae). De wetenschappelijke naam van de soort werd in 1907 gepubliceerd door Henry Clinton Fall.